# C.L.L. ~Crystal Lover Light
Albums de Crystal Kay
637 -always and forever-
(2001)
Singles
C.L.L. ~Crystal Lover Light est le 1eralbum de la chanteuse Crystal Kay, sorti sous le label Sony Music Entertainment Japan le 23 mars 2000 au Japon. Il atteint la 60e place du classement de l'Oricon, et reste classé pendant quatre semaines, pour un total de 19 930 exemplaires vendus. Il sort le même jour que le single Shadows of Desire.

## Liste des titres
| 1.  | Interlude P.P.P.                                                                                         |                       |                       | 1:09 |
| 2.  | Eternal Memories                                                                                         | Hiroshi Kuraiti       | Yōko Kanno            | 5:09 |
| 3.  | Komichi no Hana (こみちの花)                                                                             | Yukari                | Yasushi Ishii         | 4:04 |
| 4.  | More Lovin'                                                                                              | Shanti Snyder         | Yasushi Ishii         | 4:12 |
| 5.  | Teenage Universe ~Chewing Gum Baby                                                                       | Yukari                | Yasushi Ishii         | 4:01 |
| 6.  | Let's Suika Dorobo (レッツすいかどろぼう)                                                                | Yukari, Yasushi Ishii | Yukari, Yasushi Ishii | 5:06 |
| 7.  | Taka Taka Taka (タカ・タカ・タカ)                                                                        | Yukari, Yasushi Ishii | Yukari, Yasushi Ishii | 3:43 |
| 8.  | Darling P.P.P. (ダーリンP.P.P.)                                                                          | Yukari, Yasushi Ishii | Yukari, Yasushi Ishii | 4:01 |
| 9.  | Today Friend the Decoration Cake Kau Kau GO (トゥデー・フレンド・ザ・デコレーションケーキ・かうかう・GO) | Yukari, Yasushi Ishii | Yukari, Yasushi Ishii | 2:50 |
| 10. | Tsurenai Guitar (つれないギター)                                                                         | Yukari, Yasushi Ishii | Yukari, Yasushi Ishii | 1:07 |
| 11. | Papa Donpi (パパどんピ)                                                                                  | Yukari, Yasushi Ishii | Yukari, Yasushi Ishii | 4:36 |
| 12. | Rainy Blue Day                                                                                           | Shanti Snyder         | Yasushi Ishii         | 4:15 |
| 13. | C'mon Babe                                                                                               | Shanti Snyder         | Yasushi Ishii         | 3:51 |
| 14. | Shadows of Desire                                                                                        | Shanti Snyder         | Yasushi Ishii         | 3:57 |